# Eskil Grafström
Otto Eskil Grafström, född 12 juni 1875 i Enköping, död 19 oktober 1938 i Stockholm, var en svensk företagsledare.
Eskil Grafström var son till rektorn Carl Albert Grafström och bror till Ernst Grafström. Han avlade mogenhetsexamen i Västerås 1894 och blev 1896 filosofie kandidat och 1903 filosofie licentiat vid Uppsala universitet. Efter att ha 1903–1905 varit extraordinarie amanuens vid Kungliga Biblioteket, anställdes han 1905 i S. Gumaelius annonsbyrå som ägdes av hans moster, Sofia Gumaelius. Grafström var 1909–1933 VD i bolagets maskinaffär, specialiserad på försäljningen av kontorsmaskiner, tryckutensilier med mera. 1933–1938 var han VD för hela företaget AB S. Gumaelius. Han var mycket känd inom tidningsvärldens och tryckerikretsar för sina gedigna kunskaper och sitt yrkesintresse. Grafström är begravd på Norra begravningsplatsen utanför Stockholm.